# Brunnerstraße 1, Halberstädter Straße 58, 58a

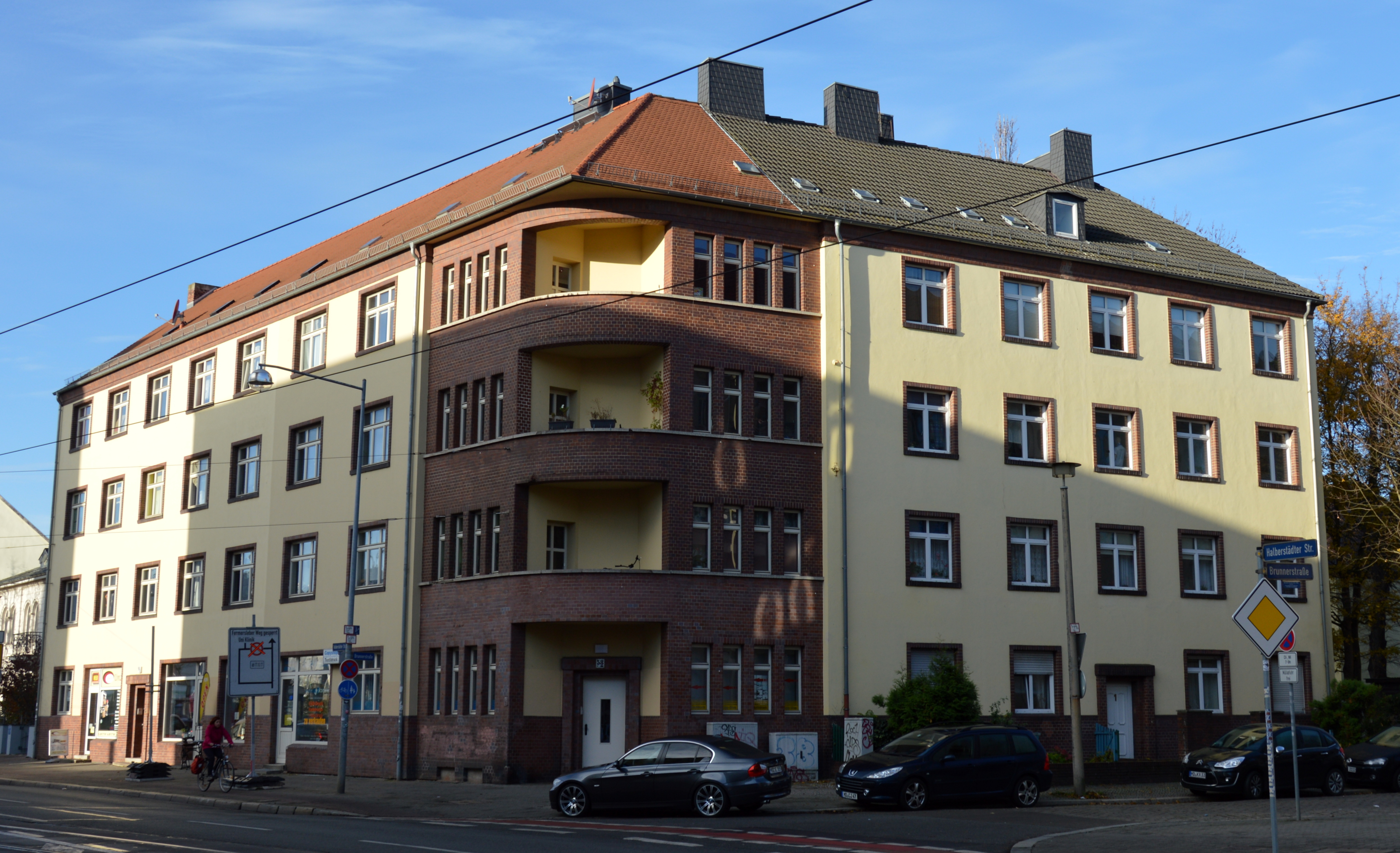
Brunnerstraße 1, Halberstädter Straße 58, 58a, Blick von Osten

Das Haus Brunnerstraße 1, Halberstädter Straße 58, 58a ist ein denkmalgeschütztes Gebäude im Magdeburger Stadtteil Sudenburg in Sachsen-Anhalt.

## Lage
Es befindet sich auf der Nordseite der Halberstädter Straße in einer Ecklage an der Einmündung der Brunnerstraße auf die Halberstädter Straße.

## Architektur und Geschichte
Das viergeschossige verputzte Wohnhaus entstand im Jahr 1936 für den Bauherren K. H. Paul Ludwig. Die Gestaltung des Hauses erfolgte sachlich-schlicht im Stil der Bauzeit. Zur Ecke hin bestehen abgerundete, verklinkerte Ecklogien, die auf beiden Seiten von jeweils vier schmalen, aufrecht-rechteckigen Fenstern flankiert sind. Im Erdgeschoss des zur Halberstädter Straße ausgerichteten Flügels wurden Ladengeschäfte eingerichtet.
Das Grundstück gehörte vor dem Bau des heutigen Gebäudes zum westlich gelegenen Haus Halberstädter Straße 60. Es war mit einem Wirtschaftsgebäude bebaut. Vorherige Eigentümer waren der Viehhändler Julius Wernthal sowie der Weingroßhändler Hermann Brunner, der auch Kirchenältester der Domgemeinde war.
Erste Nutzer der Ladenlokale waren der Milchhändler Walter Krebs und die Filiale eines Waren-Vereins. 1990 eröffnete ein Geschäft für Büromaschinen. Eine Sanierung des Gebäudes erfolgte Ende des Jahres 2006.
Im örtlichen Denkmalverzeichnis ist das Wohnhaus unter der Erfassungsnummer 094 81969 als Baudenkmal verzeichnet. Vermutlich versehentlich wird das Haus darüber hinaus auch unter der Adresse Halberstädter Straße 58, 58a mit der Erfassungsnummer 094 77081 geführt.
Das Gebäude gilt als westlicher Endpunkt der sich nach Osten erstreckenden Häuserzeile als städtebaulich relevant.